# Motorbåd
En motorbåd er betegnelsen for en båd, der sejler ved hjælp af motor; fx dampdrevet, dieseldrevet eller benzindrevet, til forskel fra robåd og sejlbåd. 
Betegnelsen motorbåd bruges typisk for lystbåd af "mellemstor" størrelse, større end jolle/speedbåd og mindre end en yacht. En motorbåd er typisk overdækket med kahyt og cockpit modsat en jolle og speedbåd som typisk er åben. Mindre motorbåde kaldes ofte kabinebåde.
En speedbåd er en let hurtig motorbåd.
De dampdrevne motorer kom for alvor i brug omkring 1850, i fiskeri først omkring 1900-tallet. Motorbåde kom i brug som lystbåde og til hobby- og fritidsfiskere fra 1930-tallet og er stadig populære. Før påhængsmotoren blev almindelig, var «motorbåd» i mange år typisk ensbetydende med en båd som denne.
I dag skelner man mellem indenbordsmotorer og påhængsmotor. Videre kan det skelnes mellem motorer som drives med diesel og med benzin. I de sidste år markedsføres udenbordsmotorer både som 2- og 4-taktere.